# Luiz Gervazoni
Luiz Gervazoni (Rio de Janeiro, 1907. május 22. – Rio de Janeiro, 1963) brazil labdarúgóhátvéd.

## Pályafutása
1924–25-ben a Bangu labdarúgója volt. 1926 és 1938 között a Vasco da Gama csapatában játszott, ahol három állami bajnoki címet szerzett az együttessel.
Tagja volt az 1930-as uruguayi világbajnokságon részt vevő brazil válogatottnak.

## Sikerei, díjai
Vasco da Gama
- Carioca bajnokság
  - bajnok (3): 1929, 1934, 1936